# Athetis bicornis
Athetis bicornis là một loài bướm đêm trong họ Noctuidae.